# Rockwell (Metro de Chicago)
Rockwell es una estación en la línea Marrón del Metro de Chicago. La estación se encuentra localizada en 4648 North Rockwell Street en Chicago, Illinois. La estación Rockwell fue inaugurada el 14 de diciembre de 1907.  La Autoridad de Tránsito de Chicago es la encargada por el mantenimiento y administración de la estación. La estación fue renovada y abierta el 16 de agosto de 2006.

## Descripción
La estación Rockwell cuenta con 1 plataforma central y 2 vías. 

## Conexiones
La estación es abastecida por las siguientes conexiones: 
- Rutas del CTA Buses